# Sabrina Vega Gutiérrez
Pour les articles homonymes, voir Sabrina Vega (homonymie), Véga (homonymie) et Gutiérrez.
Pour la gymnaste, voir Sabrina Vega.
Sabrina Vega Gutiérrez est une joueuse d'échecs espagnole née le 28 février 1987 à Las Palmas qui a le titre de maître international depuis 2013.
Au 1er juin 2017, Sabrina Vega Gutiérrez est la deuxième joueuse espagnole et la 45e joueuse mondiale avec un classement Elo de 2 427 points.

## Titres
Sabrina Vega a remporté le championnat féminin d'Espagne à neuf reprises (en 2008, 2012, 2015, 2017, 2018, 2019, 2020, 2021 et 2024).
Elle a remporté la médaille d'argent au championnat d'Europe d'échecs individuel féminin en 2016.
Sabrina Vega participe aux olympiades féminines et aux championnats d'Europe par équipe féminine depuis 2004. En 2024, elle remporte la médaille d'argent individuelle au troisième échiquier à l'Olympiade de Budapest.